# 现任西藏自治区地级行政区行政长官列表

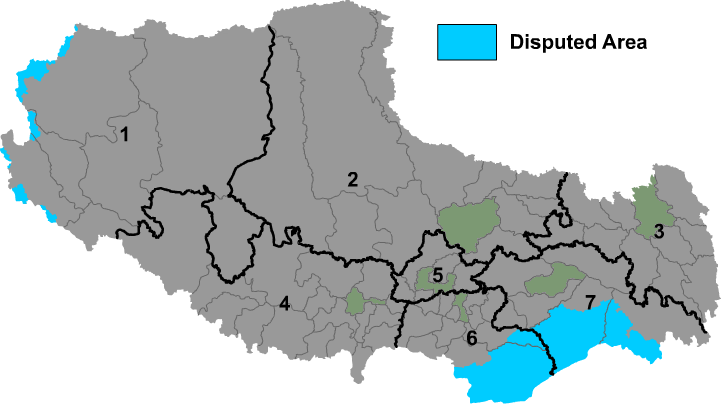
以西藏自治区地級行政區來劃分，
具體請見：「西藏自治区」條目，
「行政區劃」章節

本列表列出中華人民共和國西藏自治区7個地級行政區的現任人民政府（行政公署）行政长官。該省的6个地级市的人民政府市長与1个地区的行政公署专员均由唯一執政黨中國共產黨的黨員出任，是該市（地区）政治建制內，僅次於中共該市（地区）委員會書記的「二把手」，而且此職由該市（州）黨委排名第一的副書記擔任成了一種趨勢。
現任地級行政區行政首長之中，有5位是少数民族，4位是藏族，1位是回族；任职时间最长的是阿里地区行政公署专员旦巴旺久，自2019年4月起任职，迄今5年11个月；任职时间最短的是山南市人民政府市长泽丽，自2023年5月19日起任职，迄今1年9个月。

## 地級市人民政府市長
| 地級市人民政府 （历任市长）   | 市长           | 上任日期 （任职时间）       | 出生年月            | 信息源 |
| ----------------------------- | -------------- | --------------------------- | ------------------- | ------ |
| 拉萨市人民政府 （市长列表）   | 王强           | 2022年12月13日 （2年3个月） | 1967年10月 （57歲） | [ 1 ]  |
| 昌都市人民政府 （市长列表）   | 罗庆伍（藏族） | 2022年12月13日 （2年3个月） | 1971年5月 （53歲）  | [ 2 ]  |
| 山南市人民政府 （市长列表）   | 泽丽（回族）   | 2023年5月19日 （1年9个月）  | 1967年5月 （57歲）  | [ 3 ]  |
| 日喀则市人民政府 （市长列表） | 王方红         | 2022年11月14日 （2年4个月） | 1976年12月 （48歲） | [ 4 ]  |
| 那曲市人民政府 （市长列表）   | 旦巴 （藏族）  | 2022年6月27日 （2年8个月）  | 1969年9月 （55歲）  | [ 5 ]  |
| 林芝市人民政府 （市长列表）   | 巴塔 （藏族）  | 2021年10月20日 （3年4个月） | 1973年3月 （52歲）  | [ 6 ]  |

## 地区行政公署专员
| 地区行政公署 （历任专员）     | 专员              | 上任日期 （任职时间）   | 出生年月           | 信息源 |
| ----------------------------- | ----------------- | ----------------------- | ------------------ | ------ |
| 阿里地区行政公署 （专员列表） | 旦巴旺久 （藏族） | 2019年4月 （5年10个月） | 1965年1月 （60歲） | [ 7 ]  |